# Galerina
Galerina is een geslacht van bruinsporige, saprotrofe schimmels uit de familie Hymenogastraceae, met meer dan 300 soorten die over de hele wereld gevonden worden.

## Kenmerken

### Uiterlijke kenmerken
De vruchtlichamen zijn klein tot middelgroot en gekleurd oker, geel of roestbruin. De hoed is dun van vlees en meestal conisch-klokvormig. Zelden is het halfbolvormig om convex van vorm te zijn. Bovendien is de hoed hygrofaan en is de hoedrand vaak doorschijnend gestreept.
De lamellen zijn breed aangehecht, tot kort aflopend. De cilindrische steel is vezelig of mat en kan ook een vezelige sluier of een vliezige ring hebben. De lamellaire trama is regelmatig tot subregulier.
De sporenprint is geel tot roestbruin van kleur.

### Microscopische kenmerken
De hoedhuid bestaat uit min of meer radiaal opgestelde, liggende hyfen en heeft geen afgeronde elementen. De cheilocystidia zijn altijd aanwezig, pleurocystidia vaak; soms kan ook caulocystidia worden gevonden.
De sporen zijn vrij groot en amandelvormig ellipsvormig. Het oppervlak is glad tot fijn wrattig. De sporen hebben geen kiempore, zijn cyanofiel en dextrinoïde.

## Soorten
Volgens Index Fungorum telt het geslacht 310 soorten (peildatum november 2023):
De (duin)soorten van het geslacht mosklokje (Galerina) zijn enkel door middel van een microscoop op soort te brengen. De Vlaamse en Nederlandse soorten zijn te determineren via de determinatie sleutel van KVMV (Koninklijke Vlaamse Mycologische Vereniging).
| Soortnaam                                          | Auteur(s)                              | Publicatiejaar |
| -------------------------------------------------- | -------------------------------------- | -------------- |
| Galerina aberrans                                  | A.H. Sm. & Singer                      | 1955           |
| Galerina acicola                                   | A.H. Sm. & Singer                      | 1955           |
| Galerina acris                                     | Gulden                                 | 1980           |
| Galerina acuminata                                 | (Murrill) A.H. Sm.                     | 1938           |
| Galerina agloea                                    | A.H. Sm. & Singer                      | 1955           |
| Galerina aimara                                    | Singer                                 | 1964           |
| Galerina albotomentosa                             | (D.A. Reid) E. Horak & P.-A. Moreau    | 2005           |
| Galerina allospora (Geelplaatmosklokje)            | A.H. Sm. & Singer                      | 1955           |
| Galerina alluviana (Zandmosklokje)                 | A.H. Sm.                               | 1964           |
| Galerina alpestris                                 | Singer                                 | 1974           |
| Galerina alpina                                    | (E. Horak) E. Horak & Watling          | 1981           |
| Galerina alutacea                                  | A.E. Wood                              | 2001           |
| Galerina ampullaceocystis (Ampulmosklokje)         | P.D. Orton                             | 1960           |
| Galerina andina                                    | Singer                                 | 1964           |
| Galerina anelligera                                | A.H. Sm. & Singer                      | 1958           |
| Galerina angustifolia                              | A.H. Sm. & Singer                      | 1964           |
| Galerina annulata                                  | (J. Favre) Singer                      | 1973           |
| Galerina antarctica                                | Singer                                 | 1962           |
| Galerina aquatilis                                 | (Fr.) S. Lundell                       | 1953           |
| Galerina arctica                                   | (Singer) Nezdojm.                      | 1982           |
| Galerina arenaria                                  | Singer                                 | 1954           |
| Galerina arenicola                                 | A.H. Sm.                               | 1964           |
| Galerina asteliae                                  | Singer                                 | 1969           |
| Galerina atkinsoniana (Behaard barnsteenmosklokje) | A.H. Sm.                               | 1953           |
| Galerina aureopilea                                | A.E. Wood                              | 2001           |
| Galerina austroandina                              | (Singer) Singer                        | 1969           |
| Galerina austrocalyptrata                          | A.H. Sm. & Singer                      | 1964           |
| Galerina badipes (Bruinvoetmosklokje)              | (Pers.) Kühner                         | 1935           |
| Galerina bambusae                                  | E. Horak                               | 1988           |
| Galerina beatricis                                 | Bas                                    | 1996           |
| Galerina beinrothii                                | Bresinsky                              | 1966           |
| Galerina berteroana                                | Singer                                 | 1969           |
| Galerina boliviana                                 | Singer                                 | 1964           |
| Galerina borealis                                  | A.H. Sm. & Singer                      | 1958           |
| Galerina bresadolana                               | Bon                                    | 1983           |
| Galerina brunneomarginata                          | (Murrill) A.H. Sm. & Singer            | 1964           |
| Galerina bryophila                                 | (Murrill) A.H. Sm. & Singer            | 1958           |
| Galerina bulliformis                               | B.J. Rees                              | 1999           |
| Galerina bullulifera                               | Singer                                 | 1952           |
| Galerina bunyaensis                                | A.E. Wood                              | 2001           |
| Galerina cainii                                    | A.H. Sm.                               | 1964           |
| Galerina caldariorum                               | Svrček                                 | 1994           |
| Galerina californica                               | A.H. Sm. & Singer                      | 1958           |
| Galerina calyptrata (Oranje mosklokje)             | P.D. Orton                             | 1960           |
| Galerina camarinoides                              | A.H. Sm.                               | 1953           |
| Galerina camerina (Dennenmosklokje)                | (Fr.) Kühner                           | 1955           |
| Galerina capitata                                  | A.E. Wood                              | 2001           |
| Galerina carbonicola (Brandplekmosklokje)          | A.H. Sm.                               | 1953           |
| Galerina cascadensis (Smalplaatmosklokje)          | A.H. Sm. & Singer                      | 1955           |
| Galerina castaneipes                               | A.H. Sm. & Singer                      | 1958           |
| Galerina castanescens                              | A.H. Sm. & Singer                      | 1958           |
| Galerina caulocystidiata (Harig mosklokje)         | Arnolds                                | 1982           |
| Galerina cephalotricha (Okermosklokje)             | Kühner                                 | 1973           |
| Galerina cerina (Roestbruin mosklokje)             | A.H. Sm. & Singer                      | 1955           |
| Galerina chionophila                               | Senn-Irlet                             | 1986           |
| Galerina cinctula (Strooiselmosklokje)             | P.D. Orton                             | 1960           |
| Galerina cingulata                                 | Singer                                 | 1964           |
| Galerina cinnamomea                                | A.H. Sm. & Singer                      | 1958           |
| Galerina clavata (Groot mosklokje)                 | (Velen.) Kühner                        | 1935           |
| Galerina clavuligera                               | (Romagn.) P.-A. Moreau                 | 2005           |
| Galerina columbiana                                | Singer                                 | 1973           |
| Galerina conspicua                                 | Singer                                 | 1969           |
| Galerina coquimbensis                              | Singer                                 | 1969           |
| Galerina corcontica                                | Svrček                                 | 1983           |
| Galerina cortinarioconfusa                         | V.L. Wells & Kempton                   | 1969           |
| Galerina cortinarioides                            | A.H. Sm.                               | 1953           |
| Galerina cuspidata                                 | A.H. Sm.                               | 1953           |
| Galerina decipiens                                 | A.H. Sm. & Singer                      | 1955           |
| Galerina depressodisca                             | V.L. Wells & Kempton                   | 1969           |
| Galerina detriticola                               | Svrček                                 | 1983           |
| Galerina diabolissima                              | A.H. Sm.                               | 1957           |
| Galerina dicranorum                                | A.H. Sm. & Singer                      | 1958           |
| Galerina dimorphocystis                            | A.H. Sm. & Singer                      | 1955           |
| Galerina discernibilis                             | Singer                                 | 1973           |
| Galerina discreta                                  | E. Horak, Senn-Irlet, Curti & Musumeci | 2009           |
| Galerina dominici                                  | Singer                                 | 1964           |
| Galerina elaeophylla                               | Singer                                 | 1969           |
| Galerina embolus (Plat mosklokje)                  | (Fr.) P.D. Orton                       | 1960           |
| Galerina emmetensis                                | A.H. Sm. & Singer                      | 1955           |
| Galerina esteveraventosii                          | Siquier, Olariaga, Salom & Høil.       | 2021           |
| Galerina evelata                                   | (Singer) A.H. Sm. & Singer             | 1964           |
| Galerina excentrica                                | E. Horak                               | 1988           |
| Galerina fallax                                    | A.H. Sm. & Singer                      | 1955           |
| Galerina farinacea (Melig mosklokje)               | A.H. Sm.                               | 1957           |
| Galerina farinosipes                               | A.H. Sm.                               | 1953           |
| Galerina fasciculata                               | Hongo                                  | 1974           |
| Galerina favrei                                    | Bon                                    | 1986           |
| Galerina fennica                                   | A.H. Sm.                               | 1964           |
| Galerina ferruginea                                | A.H. Sm.                               | 1953           |
| Galerina fibrillosa                                | A.H. Sm.                               | 1953           |
| Galerina filiformis                                | A.H. Sm. & Singer                      | 1958           |
| Galerina fontinalis                                | A.H. Sm.                               | 1964           |
| Galerina fuegiana                                  | Singer                                 | 1953           |
| Galerina funariae                                  | A.H. Sm. & Singer                      | 1955           |
| Galerina fuscobrunnea                              | A.H. Sm.                               | 1953           |
| Galerina gamundiae                                 | Singer                                 | 1964           |
| Galerina gibbosa                                   | J. Favre                               | 1936           |
| Galerina glacialis                                 | Singer                                 | 1945           |
| Galerina glebarum                                  | (Berk.) Singer                         | 1969           |
| Galerina gloeocystis                               | Pegler                                 | 1977           |
| Galerina graminea (Grasmosklokje)                  | (Velen.) Kühner                        | 1935           |
| Galerina griseipes                                 | Kühner                                 | 1973           |
| Galerina harrisonii                                | (Dennis) Bas & Vellinga                | 1986           |
| Galerina heimansii (Elzenmosklokje)                | Reijnders                              | 1959           |
| Galerina helvoliceps                               | (Berk. & M.A. Curtis) Singer           | 1951           |
| Galerina hepaticicola                              | (Murrill) A.H. Sm. & Singer            | 1964           |
| Galerina heterocystis                              | (G.F. Atk.) A.H. Sm. & Singer          | 1958           |
| Galerina humicola                                  | A.H. Sm.                               | 1953           |
| Galerina hybrida                                   | Kühner                                 | 1969           |
| Galerina hygrophila (Beemdmosklokje)               | Arnolds                                | 1982           |
| Galerina hypnicola                                 | (P. Karst.) A.H. Sm. & Singer          | 1958           |
| Galerina hypnorum (Geelbruin mosklokje)            | (Schrank) Kühner                       | 1935           |
| Galerina hypophaea                                 | Kühner                                 | 1973           |
| Galerina hypsizyga                                 | Singer                                 | 1964           |
| Galerina inaequalis                                | E. Horak                               | 1988           |
| Galerina inconspicua                               | Singer                                 | 1954           |
| Galerina incrustata                                | B.J. Rees                              | 1999           |
| Galerina indica                                    | K.P.D. Latha & Manim.                  | 2014           |
| Galerina infernalis                                | Singer                                 | 1964           |
| Galerina inflata                                   | A.E. Wood                              | 2001           |
| Galerina insignis                                  | A.H. Sm.                               | 1953           |
| Galerina inundata (Beekmosklokje)                  | Arnolds                                | 1982           |
| Galerina jaapii (Witgeringd mosklokje)             | A.H. Sm. & Singer                      | 1955           |
| Galerina karstenii (Donssteelmosklokje)            | A.H. Sm. & Singer                      | 1964           |
| Galerina lacustris (Wilgenmosklokje)               | A.H. Sm.                               | 1953           |
| Galerina laeta                                     | Singer                                 | 1964           |
| Galerina larigna                                   | Singer                                 | 1945           |
| Galerina lateritia                                 | (Murrill) Singer                       | 1950           |
| Galerina laticeps                                  | A.H. Sm.                               | 1953           |
| Galerina latispora                                 | A.H. Sm. & Singer                      | 1955           |
| Galerina leonina                                   | A.E. Wood                              | 2001           |
| Galerina leptocystis                               | V.L. Wells & Kempton                   | 1969           |
| Galerina leucobryicola                             | A.H. Sm. & Singer                      | 1958           |
| Galerina lignatilis                                | V.L. Wells & Kempton                   | 1969           |
| Galerina longinqua                                 | A.H. Sm. & Singer                      | 1958           |
| Galerina longispora                                | Raithelh.                              | 1977           |
| Galerina lubrica                                   | A.H. Sm.                               | 1964           |
| Galerina lurida                                    | A.E. Wood                              | 2001           |
| Galerina luteolosperma                             | A.H. Sm. & Singer                      | 1955           |
| Galerina machangaraensis                           | Singer                                 | 1977           |
| Galerina macquariensis                             | A.H. Sm. & Singer                      | 1958           |
| Galerina macrocystis                               | A.E. Wood                              | 2001           |
| Galerina macrospora                                | (Velen.) Singer                        | 1950           |
| Galerina mainsii                                   | A.H. Sm. & Singer                      | 1958           |
| Galerina mairei                                    | Boutev. & P.-A. Moreau                 | 2005           |
| Galerina majalis                                   | Singer                                 | 1989           |
| Galerina makereriensis                             | Pegler                                 | 1966           |
| Galerina mammillata                                | (Murrill) A.H. Sm. & Singer            | 1958           |
| Galerina marginata (Bundelmosklokje)               | (Batsch) Kühner                        | 1935           |
| Galerina marthae                                   | Singer                                 | 1969           |
| Galerina megalocystis                              | A.H. Sm. & Singer                      | 1955           |
| Galerina melleobrunnea                             | A.E. Wood                              | 2001           |
| Galerina meridionalis                              | Singer & Clémençon                     | 1971           |
| Galerina mesites                                   | A.H. Sm. & Singer                      | 1955           |
| Galerina microcephala                              | (Speg.) Singer                         | 1952           |
| Galerina minima                                    | (Peck) A.H. Sm. & Singer               | 1964           |
| Galerina minor                                     | Singer                                 | 1954           |
| Galerina mniophila (Vaal mosklokje)                | (Lasch) Kühner                         | 1935           |
| Galerina mollis                                    | A.H. Sm. & Singer                      | 1955           |
| Galerina mongaensis                                | A.E. Wood                              | 2001           |
| Galerina montivaga                                 | Singer                                 | 1969           |
| Galerina muscolignosa                              | A.E. Wood                              | 2001           |
| Galerina mycenaeformis                             | B.E. Lechner & J.E. Wright             | 2006           |
| Galerina mycenoides                                | (Fr.) Kühner                           | 1935           |
| Galerina nana (Kristalmosklokje)                   | (Petri) Kühner                         | 1935           |
| Galerina nancyae                                   | A.H. Sm.                               | 1964           |
| Galerina nasuta                                    | (Kalchbr.) Pegler                      | 1965           |
| Galerina naucorioides                              | A.H. Sm. & Singer                      | 1955           |
| Galerina neocalyptrata                             | A.E. Wood                              | 2001           |
| Galerina nigripes                                  | A.H. Sm. & Singer                      | 1958           |
| Galerina nordmanniana (Bermmosklokje)              | A.H. Sm. & Singer                      | 1958           |
| Galerina norvegica (Gebocheld mosklokje)           | A.H. Sm.                               | 1964           |
| Galerina nothofaginea                              | E. Horak                               | 1988           |
| Galerina nubigena                                  | A.H. Sm. & Singer                      | 1964           |
| Galerina nybergii                                  | A.H. Sm.                               | 1964           |
| Galerina nyula                                     | Grgur.                                 | 1997           |
| Galerina obscurata                                 | A.H. Sm.                               | 1964           |
| Galerina occidentalis                              | A.H. Sm.                               | 1953           |
| Galerina odora                                     | A.H. Sm.                               | 1953           |
| Galerina ohiarum                                   | E. Horak & Desjardin                   | 1996           |
| Galerina oinodes                                   | (Berk. & M.A. Curtis) Singer           | 1973           |
| Galerina oligocalyptrata                           | Singer                                 | 1989           |
| Galerina olympiana                                 | A.H. Sm.                               | 1953           |
| Galerina oregonensis                               | A.H. Sm.                               | 1964           |
| Galerina oreina                                    | A.H. Sm. & Singer                      | 1955           |
| Galerina oreophila                                 | A.E. Wood                              | 2001           |
| Galerina ovalispora                                | Kalamees                               | 1981           |
| Galerina pallida                                   | (Pilát) E. Horak & M.M. Moser          | 1967           |
| Galerina pallidispora                              | A.H. Sm.                               | 1953           |
| Galerina paludinella                               | P.D. Orton                             | 1988           |
| Galerina paludosa (Vlokkig veenmosklokje)          | (Fr.) Kühner                           | 1935           |
| Galerina papillata                                 | Singer                                 | 1952           |
| Galerina patagonica                                | Singer                                 | 1954           |
| Galerina payettensis                               | A.H. Sm. & Singer                      | 1958           |
| Galerina pectinata                                 | (Sacc.) Courtec.                       | 1996           |
| Galerina peladae                                   | Singer                                 | 1969           |
| Galerina perangusta                                | A.H. Sm. & Singer                      | 1958           |
| Galerina perianiana                                | (Sacc. & Cub.) Pegler                  | 1975           |
| Galerina permixta                                  | (P.D. Orton) Pegler                    | 1975           |
| Galerina perplexa (Ruig mosklokje)                 | A.H. Sm.                               | 1964           |
| Galerina perrara                                   | Singer                                 | 1962           |
| Galerina phillipsii                                | D.A. Reid                              | 1984           |
| Galerina phlegmacioides                            | Singer                                 | 1969           |
| Galerina physospora                                | Singer                                 | 1952           |
| Galerina pistillicystis                            | (G.F. Atk.) A.H. Sm. & Singer          | 1958           |
| Galerina platyphylla                               | (Kauffman) A.H. Sm. & Singer           | 1964           |
| Galerina polytrichorum                             | Singer                                 | 1964           |
| Galerina praetervisa                               | Singer                                 | 1964           |
| Galerina praticola                                 | (F.H. Møller) P.D. Orton               | 1960           |
| Galerina proxima                                   | A.H. Sm. & Singer                      | 1964           |
| Galerina pruinatipes                               | A.H. Sm.                               | 1953           |
| Galerina psathyrelloides                           | A.H. Sm.                               | 1957           |
| Galerina pseudocerina                              | A.H. Sm. & Singer                      | 1958           |
| Galerina pseudomniophila                           | Kühner                                 | 1973           |
| Galerina pseudomycenopsis                          | Pilát                                  | 1954           |
| Galerina pseudostylifera                           | A.H. Sm.                               | 1964           |
| Galerina pseudotundrae                             | Kühner                                 | 1973           |
| Galerina pteridicola                               | A.H. Sm.                               | 1964           |
| Galerina pubescentipes                             | A.H. Sm. & Singer                      | 1964           |
| Galerina pucarensis                                | Singer                                 | 1969           |
| Galerina pulchra                                   | A.H. Sm. & Singer                      | 1964           |
| Galerina pumila (Honinggeel mosklokje)             | (Pers.) Singer                         | 1961           |
| Galerina quinteroensis                             | Singer                                 | 1969           |
| Galerina radicellicola                             | Singer                                 | 1964           |
| Galerina rainierensis                              | A.H. Sm. & Singer                      | 1964           |
| Galerina reflexa                                   | (Murrill) A.H. Sm. & Singer            | 1964           |
| Galerina riparia                                   | Singer                                 | 1953           |
| Galerina robertii                                  | E. Horak                               | 1994           |
| Galerina rostrata                                  | A.H. Sm. & Singer                      | 1958           |
| Galerina rudericola                                | A.H. Sm.                               | 1953           |
| Galerina rugisperma (Zaksporig mosklokje)          | A.H. Sm.                               | 1953           |
| Galerina rugosa                                    | A.E. Wood                              | 2001           |
| Galerina sabuletorum                               | A.H. Sm.                               | 1964           |
| Galerina sahleri                                   | (Quél.) Kühner                         | 1948           |
| Galerina salicicola (Broekbosmosklokje)            | P.D. Orton                             | 1960           |
| Galerina saltensis                                 | Singer                                 | 1952           |
| Galerina sancti-xaveri                             | Singer                                 | 1973           |
| Galerina semiglobata                               | Singer                                 | 1954           |
| Galerina semilanceata                              | (Peck) A.H. Sm. & Singer               | 1964           |
| Galerina septentrionalis (Slank veenmosklokje)     | A.H. Sm.                               | 1964           |
| Galerina sequoiae                                  | Singer                                 | 1989           |
| Galerina sideroides (Naaldbosmosklokje)            | (Bull.) Kühner                         | 1935           |
| Galerina similis                                   | Kühner                                 | 1973           |
| Galerina simocyboides                              | Singer                                 | 1969           |
| Galerina smithii                                   | Blanco-Dios                            | 2021           |
| Galerina spegazziniana                             | E. Horak                               | 1967           |
| Galerina sphagnicola                               | (G.F. Atk.) A.H. Sm. & Singer          | 1964           |
| Galerina sphagnorum (Hoogveenmosklokje)            | (Pers.) Kühner                         | 1935           |
| Galerina stagnina                                  | (Fr.) Kühner                           | 1935           |
| Galerina steglichii                                | Besl                                   | 1993           |
| Galerina stordalii (Turfmosklokje)                 | A.H. Sm.                               | 1964           |
| Galerina stylifera                                 | (G.F. Atk.) A.H. Sm. & Singer          | 1958           |
| Galerina subannulata                               | (Singer) A.H. Sm. & Singer             | 1964           |
| Galerina subarctica                                | A.H. Sm. & Singer                      | 1964           |
| Galerina subbadia                                  | A.H. Sm. & Singer                      | 1955           |
| Galerina subbadipes (Moerasmosklokje)              | Huijsman                               | 1955           |
| Galerina subbullulifera                            | Singer                                 | 1954           |
| Galerina subceracea                                | A.H. Sm. & Singer                      | 1955           |
| Galerina subcerina (Heidemosklokje)                | A.H. Sm. & Singer                      | 1958           |
| Galerina subclavata (Tweesporig mosklokje)         | Kühner                                 | 1973           |
| Galerina subdecurrens                              | A.H. Sm.                               | 1953           |
| Galerina subfiliformis                             | A.H. Sm.                               | 1953           |
| Galerina subglabripes                              | A.H. Sm. & Singer                      | 1955           |
| Galerina subhypnorum                               | (G.F. Atk.) Singer                     | 1973           |
| Galerina subochracea (Vals bundelmosklokje)        | A.H. Sm.                               | 1953           |
| Galerina subpapillata                              | Singer                                 | 1964           |
| Galerina subpumila                                 | A.E. Wood                              | 2001           |
| Galerina subtibiicystis                            | Singer                                 | 1954           |
| Galerina subtruncata (Diksteelmosklokje)           | A.H. Sm. & Singer                      | 1958           |
| Galerina subulata                                  | A.E. Wood                              | 2001           |
| Galerina sulciceps                                 | (Berk.) Boedijn                        | 1951           |
| Galerina tabacina                                  | E. Horak                               | 1988           |
| Galerina tahquamenonensis                          | A.H. Sm.                               | 1953           |
| Galerina taimbesinhoensis                          | Singer                                 | 1954           |
| Galerina tatooshiensis                             | A.H. Sm.                               | 1964           |
| Galerina tatrensis                                 | Singer                                 | 1989           |
| Galerina tenuissima                                | (Gillet) Singer                        | 1950           |
| Galerina terrestris                                | V.L. Wells & Kempton                   | 1969           |
| Galerina thujina                                   | A.H. Sm. & Singer                      | 1955           |
| Galerina tibiicystis (Kaal veenmosklokje)          | (G.F. Atk.) Kühner                     | 1935           |
| Galerina tibiiformis                               | A.E. Wood                              | 2001           |
| Galerina triscopa (Puntig mosklokje)               | (Fr.) Kühner                           | 1935           |
| Galerina truncata                                  | Natarajan                              | 1977           |
| Galerina truncospora                               | A.E. Wood                              | 2001           |
| Galerina tsugae                                    | A.H. Sm. & Singer                      | 1955           |
| Galerina tundrae                                   | A.H. Sm. & Singer                      | 1955           |
| Galerina turfosa                                   | A.H. Sm. & Singer                      | 1955           |
| Galerina uchumachiensis                            | Singer                                 | 1964           |
| Galerina umbrinipes                                | A.H. Sm.                               | 1953           |
| Galerina uncialis (Duinmosklokje)                  | (Britzelm.) Kühner                     | 1935           |
| Galerina ustorum                                   | (Berk.) D.A. Reid                      | 1975           |
| Galerina vaccinii                                  | A.H. Sm.                               | 1953           |
| Galerina variibasidia                              | T. Bau & Xiao Liang Liu                | 2021           |
| Galerina velutinoaffinis                           | Singer ex E. Horak                     | 1988           |
| Galerina velutipes                                 | Singer                                 | 1964           |
| Galerina venenata                                  | A.H. Sm.                               | 1953           |
| Galerina vesiculosa                                | A.E. Wood                              | 2001           |
| Galerina vexans                                    | A.H. Sm. & Singer                      | 1955           |
| Galerina vialis                                    | A.H. Sm.                               | 1953           |
| Galerina viatica                                   | Singer                                 | 1964           |
| Galerina victoriae                                 | Singer                                 | 1954           |
| Galerina vinaceobrunnea                            | A.H. Sm. & Singer                      | 1955           |
| Galerina vinolenta                                 | (Berk.) A.H. Sm. & Singer              | 1964           |
| Galerina viscida (Jeneverbesmosklokje)             | (Peck) A.H. Sm. & Singer               | 1964           |
| Galerina viscidula                                 | P.D. Orton                             | 1988           |
| Galerina vittiformis (Barnsteenmosklokje)          | (Fr.) Singer                           | 1950           |
| Galerina walleyniana                               | A. de Haan                             | 2009           |
| Galerina wellsiae                                  | A.H. Sm.                               | 1964           |
| Galerina wilsonensis                               | A.E. Wood                              | 2001           |
| Galerina yungicola                                 | Singer                                 | 1964           |

1. ↑  Mosklokjes | Nederlandse Mycologische Vereniging. Geraadpleegd op 23 december 2024.